# 陈焜旺
陈焜旺（1923年—），生于台湾台中，日本华侨领袖、日本华侨华人联合总会名誉会长。

## 生平
陈焜旺于1942年赴日本留学，就读于中央大学法律系。毕业于后在日本定居，曾出任日本华侨民主促进会中央委员，东京华侨联谊会（东京华侨总会前身）理事，东京华侨总会专职副会长等职。1982年起任东京华侨总会会长。1992年卸任后担任名誉会长。1999年至2003年间出任日本华侨华人联合总会（留日华侨联合总会）会长，此后任名誉会长。
1993年，中日友好协会授予陈焜旺“中日友好使者”称号。2002年，他又获华侨大学授予名誉博士学位。